# Mykoła Marczak
Mykoła Makarowycz Marczak, ukr. Микола Макарович Марчак (ur. 23 grudnia 1903?/5 stycznia 1904 we wsi Zaleśce w powiecie kamienieckim guberni podolskiej, zm. 23 września 1938 w Kijowie) – ukraiński inżynier-technolog obróbki metali, członek KP(b)U, działacz państwowy USRR. Od 13 października 1937 do 18 lutego 1938 pełniący obowiązki przewodniczącego Rady Komisarzy Ludowych (premiera) USRR.

## Życiorys
Urodził się w rodzinie chłopskiej. Do 1922 mieszkał w rodzinnej wsi. Ukończył instytut oświaty ludowej w Kamieńcu Podolskim, pracował jako nauczyciel, był sekretarzem komitetu wykonawczego rady rejonowej w Dunajowcach. W 1927 wstąpił do partii komunistycznej, ukończył studia politechniczne w Kijowie. W latach 1931–1937 pracował w fabryce traktorów w Charkowie na stanowiskach inżynierskich.
W okresie wielkiego terroru, 8 października 1937 zatwierdzony przez Politbiuro KC KP(b)U na stanowisko pierwszego zastępcy komisarza ludowego oświaty USRR, 29 października 1937 zatwierdzony przez ten sam organ na stanowisko pierwszego zastępcy przewodniczącego Rady Komisarzy Ludowych USRR (pierwszego wicepremiera). Po aresztowaniu 13 października 1937 przez NKWD w Moskwie premiera USRR Mychajła Bondarenki pełnił obowiązki premiera USRR do 18 lutego 1938 – zatwierdzenia przez Politbiuro KC KP(b)U Demiana Korotczenki na stanowisko premiera.
Aresztowany przez NKWD 20 czerwca 1938 w swoim gabinecie w Radzie Komisarzy Ludowych USRR. Oskarżony o „działalność szkodniczą” w czasie pracy w charkowskiej fabryce traktorów, „terroryzm” i „sabotaż”. Na wyjazdowym posiedzeniu Kolegium Wojskowego Sądu Najwyższego ZSRR 22 września 1938 skazany na śmierć, rozstrzelany w nocy 22/23 września.
Zrehabilitowany 17 czerwca 1958 przez Kolegium Wojskowe SN ZSRR.